# 2098
Năm 2098. Trong lịch Gregory, nó sẽ là năm thứ 2098 của Công nguyên hay của Anno Domini; năm thứ 98 của thiên niên kỷ thứ 3 và của thế kỷ 21; và năm thứ chín của thập niên 2090.